# 예표론

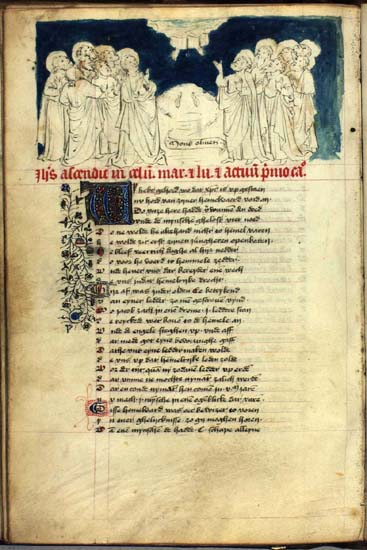
인간구원의 거울로부터 승천 c. 1430, 아래 참조

예표론(Typology) 혹은 예형론이란 기독교신학과 성경주석에서 구약을 신약의 관계속에서 이해하는 교리이며 이론이다. 구약에 나타난 사건, 인물, 본문이 예표론적으로 신약에 있는 그리스도의 그의 계시의 관점에서 원형, 사건, 그리고 관점에서 이해하는 것이다.  요나의 사건은 예수 그리스도가 죽음에서 살아난것을 예표하는 것이다.

## 어원
이 용어는 그리스어 명사 τύπος에서 유래 한 것으로, "불다, 타격, 도장"과  활동, 이미지나 인물들을 코인에 새긴 인물이나 상징을 말한다. 여기에는 그리스어 전치사 ἀντί anti 가 접두사에 해당된다.

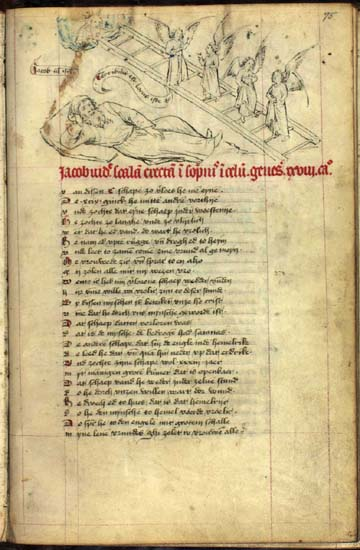
인간구원의 거울로 본 야곱의 사다리, c. 1430년

## 같이 보기
- 아나 고지
- 통신 (신학) – Emanuel Swedenborg의 활자체 .
- 유형학의 남용에 관한 Parallelomania
- Peter J. Leithart – 유형 학자
- 슈퍼 세션
- 열대 독서

## 참고 문헌
- Fairbairn, Patrick. The Typology of Scripture. Edinburgh: T. & T. Clark, 1847.
- Goppelt, Leonhardt. Typos: The Typology Interpretation of the Old Testament in the New. Grand Rapids: Eerdmans, 1982.
- Martens, Peter. "Revisiting the Allegory/Typology Distinction: The Case of Origen." Journal of Early Christian Studies 16 (2008): 283–317.